# Simalio percomis
Simalio percomis är en spindelart som beskrevs av Simon 1906. Simalio percomis ingår i släktet Simalio och familjen säckspindlar. Inga underarter finns listade i Catalogue of Life.